# Quatre Jours de Dunkerque 2000
La 46e édition des Quatre Jours de Dunkerque a eu lieu du 2 au 7 mai 2000. La course compte sept étapes, dont deux demi-étapes constitué d'un contre-la-montre et d'une étape raccourcie, et porte sur un parcours de 966,3 kilomètres. La première étape, reliant en 172,2 kilomètres Dunkerque à Ostende, est remportée par le Letton Arvis Piziks qui prend la tête du classement général ; la deuxième étape, de Saint-Pol-sur-Mer à Boulogne-sur-Mer en 166,2 kilomètres, l'est par le Lituanien Artūras Kasputis qui prend à son tour la tête du classement général ; le Français Jean-Patrick Nazon remporte la troisième étape reliant en 186,2 kilomètres Boulogne-sur-Mer à Béthune, Arturas Kasputis reste en tête du classement général ; la quatrième étape prend place autour de Saint-Amand-les-Eaux pour un parcours long de 138 kilomètres, elle est gagnée par l'Italien Giancarlo Raimondi, Arturas Kasputis est toujours en texte du classement général ; la cinquième étape reliant en 188 kilomètres Lillers à Westouter s'achève sur une victoire de l'Américain Fred Rodriguez, le Suédois Martin Rittsel prend la tête du classement général ; la sixième étape secteur a est un contre-la-montre individuel de 11,3 kilomètres dans Grande-Synthe remporté par l'Américain Dylan Casey ; la sixième étape secteur B forme une boucle reliant Grande-Synthe à Dunkerque en 104,4 kilomètres, elle est remportée par l'Estonien Jaan Kirsipuu, mais le classement général est remporté par Martin Rittsel, leader du classement général depuis la veille.

## Étapes
| \| Dunkerque Ostende Saint-Pol-sur-Mer Boulogne- · sur-Mer Béthune Saint-Amand-les-Eaux Lillers Westouter Grande-Synthe \| Carte des villes accueillant les départs et les arrivées. |
| Dunkerque Ostende Saint-Pol-sur-Mer Boulogne- · sur-Mer Béthune Saint-Amand-les-Eaux Lillers Westouter Grande-Synthe                                                                 |

L'édition 2000 des Quatre Jours de Dunkerque est divisée en sept étapes réparties sur six jours, le dernier comprend deux demi-étapes, dont un contre-la-montre individuel. La 1re et la 5e étape ont leur arrivée en Belgique.
| Étape,    | Date  | Villes étapes                               |                             | Distance (km) | Vainqueur d’étape  | Leader du classement général |
| --------- | ----- | ------------------------------------------- | --------------------------- | ------------- | ------------------ | ---------------------------- |
| 1re étape | 2 mai | Dunkerque - Ostende (Bel)                   |                             | 172,2         | Arvis Piziks       | Arvis Piziks                 |
| 2e étape  | 3 mai | Saint-Pol-sur-Mer - Boulogne-sur-Mer        |                             | 166,2         | Artūras Kasputis   | Artūras Kasputis             |
| 3e étape  | 4 mai | Boulogne-sur-Mer - Béthune                  |                             | 186,2         | Jean-Patrick Nazon | Artūras Kasputis             |
| 4e étape  | 5 mai | Saint-Amand-les-Eaux - Saint-Amand-les-Eaux |                             | 138           | Giancarlo Raimondi | Artūras Kasputis             |
| 5e étape  | 6 mai | Lillers - Westouter (Bel)                   |                             | 188           | Fred Rodriguez     | Martin Rittsel               |
| 6ea étape | 7 mai | Grande-Synthe - Grande-Synthe               | Contre-la-montre individuel | 11,3          | Dylan Casey        | Martin Rittsel               |
| 6ea étape | 7 mai | Grande-Synthe - Dunkerque                   |                             | 104,4         | Jaan Kirsipuu      | Martin Rittsel               |

## Classement général
| Classement général final, | Classement général final, | Classement général final, | Classement général final, | Classement général final, |
|                           | Coureur                   | Pays                      | Équipe                    | Temps                     |
| ------------------------- | ------------------------- | ------------------------- | ------------------------- | ------------------------- |
| 1er                       | Martin Rittsel            | Suède                     | Memorycard-Jack & Jones   | en 22 h 52 min 7 s        |
| 2e                        | Artūras Kasputis          | Lituanie                  | AG2R Prévoyance-Décathlon | + 24 s                    |
| 3e                        | Robert Hunter             | Afrique du Sud            | Lampre-Daikin             | + 1 min 6 s               |
| 4e                        | Christophe Moreau         | France                    | Festina                   | + 1 min 10 s              |
| 5e                        | Magnus Bäckstedt          | Suède                     | Crédit agricole           | + 1 min 13 s              |
| 6e                        | Michael Sandstød          | Danemark                  | Memorycard-Jack & Jones   | + 1 min 23 s              |
| 7e                        | Stéphane Barthe           | France                    | AG2R Prévoyance-Décathlon | + 1 min 25 s              |
| 8e                        | Andreï Tchmil             | Belgique                  | Lotto-Adecco              | + 1 min 26 s              |
| 9e                        | Dylan Casey               | États-Unis                | US Postal Service         | + 1 min 27 s              |
| 10e                       | Fred Rodriguez            | États-Unis                | Mapei-Quick Step          | m.t                       |
| modifier                  |                           |                           |                           |                           |